# کبری مصطفوی
کبری مصطفوی (زاده ۱۳۴۷ ولسوالی جلریز ولایت وردک) سیاستمدار افغانستان و نماینده مردم ولایت کابل در دوره شانزدهم مجلس نمایندگان است. وی در مجلس شانزدهم نمایندگان افغانستان عضو کمیسیون معلولین، معیوبین، بازماندگان شهدا و بیوه‌ها می‌باشد.

## زندگی‌نامه
کبری مصطفوی زاده ۱۳۴۷ از ولسوالی ولایت کابل می‌باشد. وی تحصیلات متوسطه خود را در لیسه/دبیرستان زینب کبری در ایران به پایان برد و سند لیسانس در رشته علوم دینی و اجتماع از دانشگاه جامع المصطفی و سند ماستری/فوق لیسانس خود را در رشته علوم سیاسی از دانشگاه آزاد ایران کسب کرد.

## دیگر فعالیت‌ها
دیگر فعالیت‌های ایشان:
- مبلغ معارف اسلامی.
- استاد شرعیات و علوم سیاسی.
- سناتور دوره پانزدهم مجلس سنا.
- عضو هیئت رئیسه بیداری اسلامی زنان.
- رئیس نهاد خیریه پیامبر رحمت.
- عضو شورای رهبری انسجام ملی.